# Thierry Santa
Thierry Santa ( Papeete, 29 de agosto de 1967) é um político francês que atua na Nova Caledónia.

## Biografia
Santa casou-se com Sabine Di Russo em 3 de setembro de 2010, diretora de recursos humanos da empresa Nouméa Casinos.

### Carreira política
Atuou como Presidente do Congresso da Nova Caledônia de julho de 2015 a julho de 2018. Thierry também é secretário geral do partido político The Rally, desde 16 de maio de 2013.
Em 28 de junho de 2019, Thierry Santa é o presidente do governo da Nova-Caledônia.